# 霍费弗湖
霍费弗湖（荷蘭語：Hofvijver，荷蘭語發音：[ˈɦɔfɛivər]，意為「庭池」）是海牙市中心的一個人造湖。它的南側坐落了荷蘭國會議事堂（內庭）和毛里茨之家博物馆，西側是外庭（Buitenhof），東側和北側分別接短费弗贝赫街（Korte Vijverberg）與长费弗贝赫街（Lange Vijverberg）。

## 歷史
十三世紀時，一群荷蘭伯爵在沙丘附近挖掘出一個天然水體，是為霍费弗湖的前身，後漸漸擴展成為今日的湖體。挖出的沙被運往湖水北側堆疊，成為後來的長费弗贝赫街（“费弗贝赫” (Vijverberg) 意为“池山”），今日保留了許多十八世紀時建造的宅邸。

## 外部連結
- 维基共享资源上的相關多媒體資源：霍费弗湖